# Oh Seung-hee
Đây là một tên người Triều Tiên, họ là Oh.
Oh Seung-hee (Hangul: 오승희, Hanja: 吳承姬, Hán-Việt: Ngô Thừa Hy, sinh ngày 10 tháng 10 năm 1995), là 1 nữ ca sĩ thần tượng người Hàn Quốc. Cô đảm nhận vai trò hát chính của nhóm nhạc CLC do công ty giải trí Cube Entertainment thành lập và quản lý. Có tên là Oh Seung heui hay Oh Seung-heui hay Oh Sūnghūi.
Ban đầu, Seunghee là trưởng nhóm của CLC. Đến năm 2016, chức trưởng nhóm được giao lại cho thành viên Seungyeon.

## Tiểu sử
Seunghee sinh ngày 10 tháng 10 năm 1995 tại Gwangju, Hàn Quốc.
Cô tốt nghiệp Đại học Chungdam. Thắng giải nhất vòng chung kết cuộc thi thử giọng khu vực Gwangju/Jeollanam tháng 5/2012 từ đó cô trở thành thực tập sinh của CUBE Entertainment.

## Sự nghiệp

### Trước khi ra mắt
Trong năm 2013, cô và Choi Yu-jin (được gọi là Cube Girls) đã hợp tác trong bài hát Perfume với Yang Yo-seob của BEAST (sau đổi thành Highlight) như một phần của dự án United Cube tạo ra bởi Cube Entertainment. Trong năm 2014, cô cũng đã cộng tác với Sungjae của nhóm nhạc BTOB với bài hát Curious (공금해), mà đã trở thành một phần của soundtrack gốc của bộ phim truyền hình, Plus Nine Boys. Cô cũng xuất hiện trong các video clip 2nd Confession của BtoB và The Winter's Tale.

### 2015-nay: Ra mắt cùng với CLC
Trong năm 2015, cô đã được tiết lộ là thành viên thứ năm của nhóm nhạc Hàn Quốc CLC. 
Nhóm đã ra mắt abum mở rộng  First Love vào ngày 19 tháng 3.

### Hoạt động cá nhân
Trong năm 2016, cô tham gia cuộc thi ca hát Girl Spirit, 1 cuộc thi dành cho nữ ca sĩ của các nhóm nhạc ít được biết đến hơn.

## Danh sách đĩa nhạc

### Hợp tác
| Năm  | Bài hát | Hãng đĩa                              | Cùng với                                      |
| ---- | ------- | ------------------------------------- | --------------------------------------------- |
| 2013 | Perfume | Cube Entertainment LOEN Entertainment | Yang Yo-seob (thành viên nhóm nhạc Highlight) |
| 2014 | Curious | Cube Entertainment LOEN Entertainment | Yook Sung-jae (thành viên nhóm nhạc BTOB)     |
| 2016 | Mother  |                                       | Bohyung (SPICA)                               |